# Longtown (Cumbria)
Longtown è un paese di 3.000 abitanti della contea del Cumbria, in Inghilterra. Si trova nella parrocchia civile di Arthuret.